# ریکی استیمبوت
ریکی استیم بوت (انگلیسی: Ricky Steamboat؛ زادهٔ ۲۸ فوریهٔ ۱۹۵۳) کشتی‌گیر کشتی حرفه‌ای اهل ایالات متحده آمریکا است.
او در بیشتر مسابقات خود به عنوان Ricky "The Dragon" Steamboat ظاهر شد.
او در بین سال های ۱۹۷۶ تا ۱۹۹۴ برنده عناوینی همچون قهرمانی کمربند Intercontinental Heavyweight Champion(یک بار)، NWA World Heavyweight Champion(یک بار) و کمربند United States Heavyweight Champion(چهار بار) شده است. او همچنین دوازده بار قهرمان کمربندان World Tag Team Champion(هشت بار در WCW و چهار بار در NWA) شده است.
وی همچنین در سال ۲۰۰۹ با معرفی ریک فلر به عنوان عضو تالار شهرت دبلیو دبلیو ای معرفی شد.
مسابقه او با رندی  "ماچو من" سوج در رسلمنیا ۳، یکی از بهترین و مهم ترین مسابقات تاریخ رسلمنیا محسوب میشود. حتی مسابقه مشهور هالک هوگان با آندره د جاینت هم نتوانست از جذابیت این مسابقه کم کند. این مسابقه نزدیک به صد هزار تماشاگر داشت.
همچنین درگیری بسیار طولانی او با ریک فلر بیش از ده سال ادامه داشت و او و ریک فلر همیشه به عنوان رقیب سنتی یکدیگر شناخته میشدند.
ریک فلر که رقیب سنتی او بود و او را برای Hall of famer شدن معرفی کرد درباره او میگوید: او همه چیز داشت، کاریسما، و یکی از بهترین بدن ها را در بین کشتی گیران.